# اوروژاینی (شهرستان پاولوفسکی، سرزمین آلتای)
اوروژاینی (به لاتین: Urozhayny) یک منطقهٔ مسکونی در روسیه است که در سرزمین آلتای واقع شده‌است.